# Densitometrie (Farbdichtemessung)

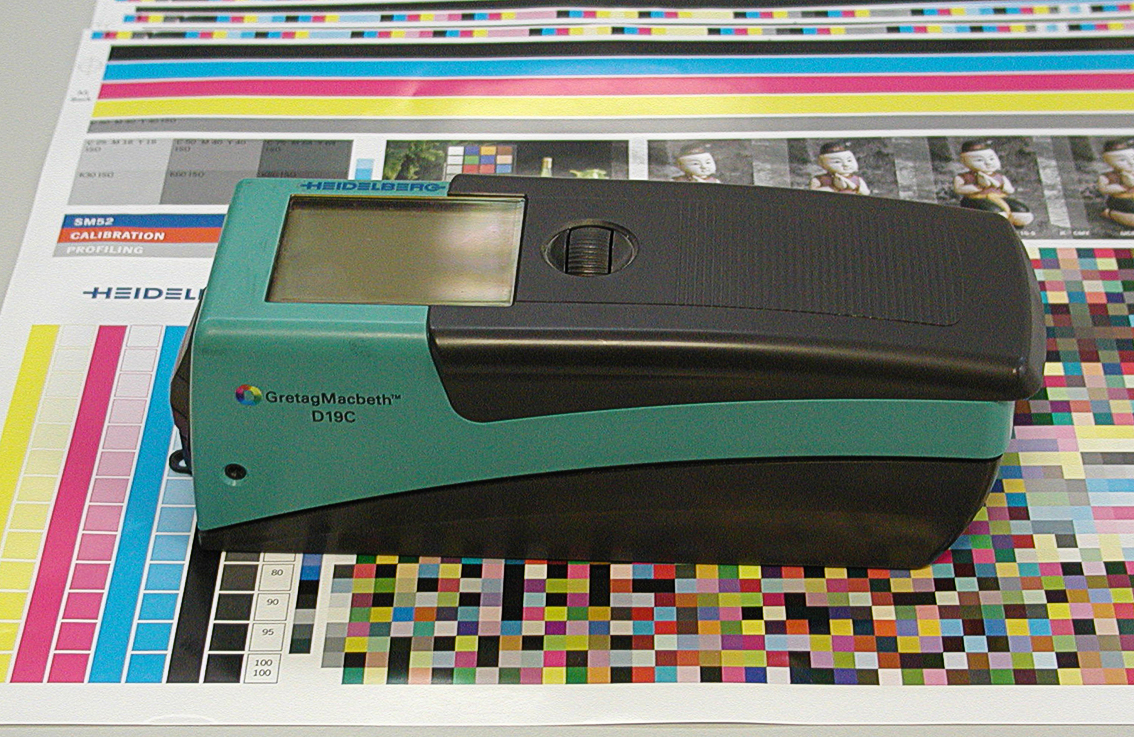
Das „D19C“ Aufsicht-Densitometer der Firma GretagMacbeth

Die Densitometrie ist die quantitative Messung der Farbdichte (Volltondichte), d. h. der Farbmenge pro Flächeneinheit. Dabei werden Tonwerte, aber keine Farbtöne bestimmt. Die Densitometrie wird in der Fotografie und der Reproduktionstechnik verwendet, u. a. zur Qualitätssicherung.

## Messung der Farbdichte
Die Densitometrie basiert auf der Linearität zwischen Farbmenge und optischer Dichte. Je mehr Farbe, desto weniger Licht wird reflektiert oder transmittiert.
Prinzip: Ein Messgerät wird zunächst auf dem Trägermedium an einer unbehandelten Stelle auf null kalibriert. Dann strahlt man Licht einer genau definierten Wellenlänge auf die Farbschicht. Das Licht durchdringt diese Farbschicht und wird dabei gefiltert, wodurch bestimmte Wellenlängen wegfallen oder in ihrer Intensität reduziert werden.
Das Restlicht wird vom (meist weißen) Substrat entweder reflektiert und durchdringt erneut die Farbschicht, oder, im Falle eines durchsichtigen Trägers (Film, Folie, …), tritt auf der Rückseite wieder aus. Jetzt kann die Lichtmenge und Lichtart im Messgerät photoelektrisch gemessen werden. Der Remissionswert R, bzw. der Transmissionswert T kann bestimmt werden. Die sogenannte Dichte ist definiert als der negative dekadische Logarithmus von {\displaystyle R} bzw. {\displaystyle T} :
{\displaystyle D_{r}=-\log \,R\ {\text{oder}}\ D_{t}=-\log \,T}
wobei {\displaystyle D_{t}} die Transmissions- und {\displaystyle D_{r}} die Reflexions-Dichte ist.
Übliche Dichtewerte im Druck schwanken zwischen 0,001 und 2,00. Durch den in der Rechnung enthaltenen Kehrwert ergeben sich bei hohen Werten für {\displaystyle R} oder {\displaystyle T} geringe Dichten und umgekehrt. Der Kehrwert des Transmissionswertes wird auch als Opazität (zu deutsch: Undurchlässigkeit) bezeichnet. Will man die Qualität einer Farbe oder des Druckprozesses an sich beurteilen, benötigt man noch weitere Kriterien, z. B. den Kontrast, die Volltondichte, den Punktzuwachs.